# هيساشي كانيكو
هيساشي كانيكو (باليابانية: 金子 久) (مواليد 12 سبتمبر 1959)، هو لاعب كرة قدم ياباني سابق كان يلعب كمدافع. سبق له أن لعب مع منتخب اليابان.

## مسيرته الكروية
لعب هيساشي كانيكو خلال مسيرته الاحترافية مع نادِ واحدٍ في ثلاثة عشر موسمًا وسجل خلالها 23 هدفًا ضمن 163 مباراة. ولم يفز بأي موسم بالكأس وفاز في موسم واحد بالدوري.
خاض هيساشي كانيكو مسيرته مع نادي جيف يونايتد تشيبا في موسم 1979 ليلعب معه ثلاثة عشر موسمًا، مشاركًا في 163 مباراة سجل خلالها 23 هدفًا.

## وصلات خارجية
- هيساشي كانيكو على موقع الاتحاد الدولي (مؤرشف)  (الإنجليزية)
- هيساشي كانيكو على موقع ناشيونال فوتبول تيمز (الإنجليزية)
- هيساشي كانيكو على موقع عالم كرة القدم.نت (الإنجليزية)
- National Football Teams
- Japan National Football Team Database